# Gare de La Ferté-Hauterive
Pour les articles homonymes, voir Gare de La Ferté.
La gare de La Ferté-Hauterive est une gare ferroviaire française de la ligne de Moret - Veneux-les-Sablons à Lyon-Perrache et de la ligne de La Ferté-Hauterive à Gannat. Elle est située au sud-est du bourg centre de la commune de La Ferté-Hauterive, dans centre du département de l'Allier, en région Auvergne-Rhône-Alpes.
C'est une gare fermée au service des voyageurs et ouverte au service des marchandises.

## Situation ferroviaire
Établie à 234 mètres d'altitude, la gare de La Ferté-Hauterive est située au point kilométrique (PK) 332,478 de la ligne de Moret - Veneux-les-Sablons à Lyon-Perrache, entre les gares ouvertes de Bessay et de Varennes-sur-Allier.
Gare de bifurcation elle est également l'origine au PK 332,478 de la ligne de La Ferté-Hauterive à Gannat avant la gare de Saint-Pourçain-sur-Sioule, ouverte au service des marchandises (s'intercale la gare fermée de Contigny). La ligne est déclassée au-delà de Saint-Pourçain-sur-Sioule.